# Bună seara, doamnă Campbell
Bună seara, doamnă Campbell (titlul original: în engleză Buona Sera, Mrs. Campbell) este un film de comedie american, realizat în 1968 de regizorul Melvin Frank, protagonista fiind actrița Gina Lollobrigida care pentru interpretare a fost distinsă cu Premiul David di Donatello. 
Filmul a fost inspirație pentru unele muzicale, precum Carmelina și Mamma Mia!.

## Rezumat
Carla este o italiancă care aduce pe lume o fiică, Gia, în timpul războiului, născută dintr-o relație cu trei soldați americani, un caporal, un sergent și un locotenent.
Cei trei bărbați, necunoscând existența „rivalilor”, cred fiecare că sunt tatăl copilului. Carla a profitat de aceasta și în cei douăzeci de ani care au trecut a primit cecuri de la fiecare pentru ca fata să învețe la un internat elvețian.
Pentru a reduce la tăcere discuțiile din micul orășel San Forino, Carla face lumea să creadă că este văduva unui căpitan american de la care a luat numele de familie Campbell, dar sosirea bruscă a celor trei foști iubiți ai săi, va încurca lucrurile și mai tare.

## Distribuție
- Gina Lollobrigida – Carla Campbell
- Shelley Winters – Shirley Newman
- Phil Silvers – Phil Newman
- Peter Lawford – Justin Young
- Telly Savalas – Walter Braddock
- Lee Grant – Fritzie Braddock
- Janet Margolin – Gia Campbell
- Marian McCargo – Lauren Young
- Naomi Stevens – Rosa
- Renzo Palmer – primarul
- Giovanna Galletti – contesa
- James Mishler – Stubby
- Dale Cummings – Pete
- Philippe Leroy – Vittorio

## Trivia
United Artists a filmat scenele interioroare, în studiourile Cinecittà din Roma, în timp ce unele secvențe au fost filmate în Ariccia (circa 20 km sud-est de Roma) în Castelli Romani (în special în Piazza di Corte), prezentate aici sub numele fictiv de San Forino, în apropierea lacului Albano, vizibil în film.

## Premii și nominalizări
- 1969 – David di Donatello
  - Cea mai bună actriță lui Gina Lollobrigida
- 1969 – Premiile Globul de Aur
  - Nominalizare Cel mai bun film străin în limba engleză (Italia)
  - Nominalizare Cea mai bună actriță (muzical/comedie) pentru Gina Lollobrigida
  - Nominalizare Cea mai bună coloană sonoră lui Riz Ortolani și Melvin Frank
- 1969 – Sindicatul Scenariștilor Americani
  - Nominalizare Cel mai bun scenariu original lui Melvin Frank, Denis Norden și Sheldon Keller